# Balogh Sándor (labdarúgó)
Balogh Sándor, Balogh II (Gyón, 1920. március 18. – Budapest, 2000. február 6.) válogatott labdarúgó, balhátvéd, majd edző.

## Pályafutása

### Klubcsapatban
16 évesen a Pesterzsébeti MTK csapatában játszott először bajnoki mérkőzést, majd 1940-től tizenhárom éven keresztül az Újpest labdarúgója volt. Háromszoros magyar bajnok (1945-tavasz, 1945–46, 1946–47), kétszeres második (1940–41, 1941–42) és kétszeres harmadik helyezett (1950-ősz, 1951, 1952). 1985-ben az Újpesti Dózsa örökös bajnoka lett.

### A válogatottban
1942 és 1950 között 24 alkalommal szerepelt a válogatottban. Pályára lépett többek között az 1949. július 10-i Magyarország-Lengyelország 8-2-es mérkőzésen.
Egyszeres utánpótlás válogatott (1942), egyszeres B-válogatott (1947).

### Edzőként
Pályafutása után több csapatnál is edzősködött: 1954-1956 és 1959-1963 között az Újpesti Dózsa ifjúsági csapatánál, 1957-1958 és 1965-1966 között az első csapatnál, majd 1966 és 1980 között a korosztályos csapatnál.

## Sikerei, díjai

### Játékosként
- Magyar bajnokság
  - bajnok: 1945-tavasz, 1945–46, 1946–47
  - 2.: 1940–41, 1941–42
  - 3.: 1950-ősz, 1951, 1952
  - Az év játékosa, 1945
- Magyar Népköztársasági Sportérdemérem ezüst fokozat (1951)[2]
- A Magyar Népköztársaság kiváló sportolója (1951)[3]

### Edzőként
- Magyar bajnokság
  - 3.: 1965
- Az Újpesti Dózsa örökös bajnoka: 1985

## Statisztika

### Mérkőzései a válogatottban

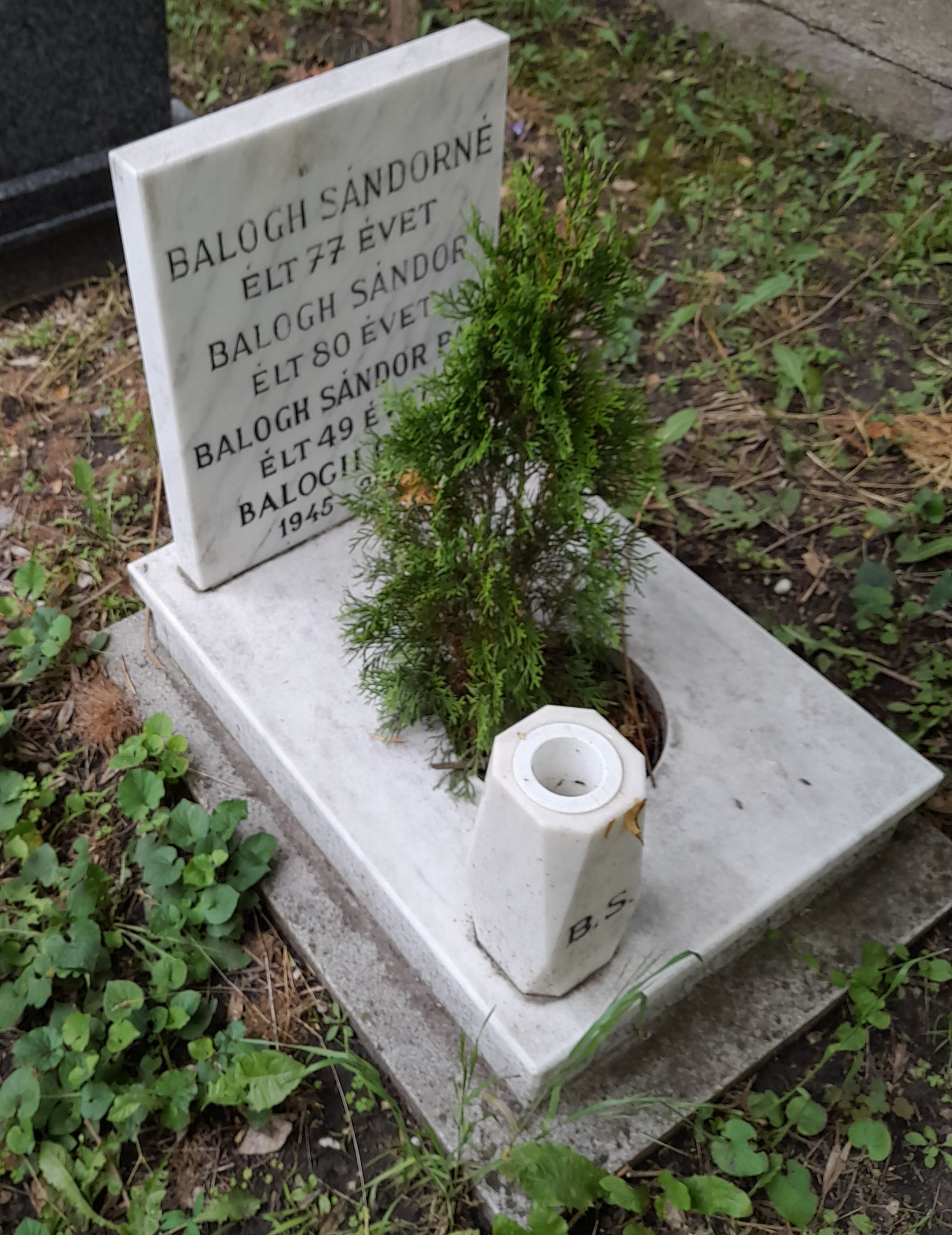
Sírja a Megyeri temetőben

| Magyarország | Magyarország         | Magyarország                  | Magyarország  | Magyarország | Magyarország  | Magyarország | Magyarország | Magyarország |
| #            | Dátum                | Helyszín                      | Hazai         | Eredmény     | Vendég        | Kiírás       | Gólok        | Esemény      |
| ------------ | -------------------- | ----------------------------- | ------------- | ------------ | ------------- | ------------ | ------------ | ------------ |
| 1.           | 1942. május 3.       | Budapest, Üllői úti pálya     | Magyarország  | 3 – 5        | Németország   | barátságos   | -            |              |
| 2.           | 1945. augusztus 20.  | Budapest, Üllői úti pálya     | Magyarország  | 5 – 2        | Ausztria      | barátságos   | -            |              |
| 3.           | 1946. április 14.    | Bécs, Práter stadion          | Ausztria      | 3 – 2        | Magyarország  | barátságos   | -            |              |
| 4.           | 1947. május 4.       | Budapest. Üllői úti stadion   | Magyarország  | 5 – 2        | Ausztria      | barátságos   | -            |              |
| 5.           | 1947. május 11.      | Torino, Stadio Comunale       | Olaszország   | 3 – 2        | Magyarország  | barátságos   | -            |              |
| 6.           | 1947. június 29.     | Belgrád, Partizan Stadion     | Jugoszlávia   | 2 – 3        | Magyarország  | Balkán-kupa  | -            |              |
| 7.           | 1947. augusztus 17.  | Budapest, Üllői úti stadion   | Magyarország  | 9 – 0        | Bulgária      | Balkán-kupa  | -            |              |
| 8.           | 1947. augusztus 20.  | Budapest, Üllői úti stadion   | Magyarország  | 3 – 0        | Albánia       | Balkán-kupa  | -            |              |
| 9.           | 1948. május 2.       | Bécs, Práter stadion          | Ausztria      | 3 – 2        | Magyarország  | Európa-kupa  | -            |              |
| 10.          | 1948. május 23.      | Budapest, Üllői úti stadion   | Magyarország  | 2 – 1        | Csehszlovákia | Európa-kupa  | -            |              |
| 11.          | 1948. szeptember 19. | Varsó                         | Lengyelország | 2 – 6        | Magyarország  | Balkán-kupa  | -            |              |
| 12.          | 1948. október 3.     | Újpest, Megyeri úti stadion   | Magyarország  | 2 – 1        | Ausztria      | barátságos   | -            |              |
| 13.          | 1948. október 24.    | Bukarest                      | Románia       | 1 – 5        | Magyarország  | Balkán-kupa  | -            |              |
| 14.          | 1948. november 7.    | Szófia, Junak Stadion         | Bulgária      | 1 – 0        | Magyarország  | Balkán-kupa  | -            |              |
| 15.          | 1949. április 10.    | Prága                         | Csehszlovákia | 5 – 2        | Magyarország  | Európa-kupa  | -            |              |
| 16.          | 1949. május 8.       | Újpest, Megyeri úti stadion   | Magyarország  | 6 – 1        | Ausztria      | Európa-kupa  | -            |              |
| 17.          | 1949. június 12.     | Újpest, Megyeri úti stadion   | Magyarország  | 1 – 1        | Olaszország   | Európa-kupa  | -            |              |
| 18.          | 1949. június 19.     | Stockholm, Råsunda Stadion    | Svédország    | 2 – 2        | Magyarország  | barátságos   | -            |              |
| 19.          | 1949. július 10.     | Debrecen, Nagyerdei stadion   | Magyarország  | 8 – 2        | Lengyelország | barátságos   | -            |              |
| 20.          | 1949. október 16.    | Bécs, Práter stadion          | Ausztria      | 3 – 4        | Magyarország  | barátságos   | -            |              |
| 21.          | 1949. október 30.    | Újpest, Megyeri úti stadion   | Magyarország  | 5 – 0        | Bulgária      | barátságos   | -            |              |
| 22.          | 1949. november 20.   | Újpest, Megyeri úti stadion   | Magyarország  | 5 – 0        | Svédország    | barátságos   | -            |              |
| 23.          | 1950. április 30.    | Budapest, Megyeri úti stadion | Magyarország  | 5 – 0        | Csehszlovákia | barátságos   | -            |              |
| 24.          | 1950. május 14.      | Bécs, Práter-stadion          | Ausztria      | 5 – 3        | Magyarország  | barátságos   | -            |              |
|              | Összesen             |                               |               | 24           | mérkőzés      |              | 0            | gól          |